# Johann Sternemann
Johann Sternemann – burmistrz Kłodzka w latach 1742–1754, następnie burmistrz Raciborza w latach 1754–1760 oraz 1762–1769.

## Życiorys
W 1754, kiedy poprzedni burmistrz Raciborza Franz Josef Noski przeszedł na emeryturę, zastąpił go w czerwcu tego samego roku Johann Sternemann. Sternemann przed objęciem funkcji był wcześniej burmistrzem Kłodzka (od 1742 do 1 czerwca 1754). W latach 1760–1762 w wyniku wojny siedmioletniej miasto znalazło się w rękach austriackich. Sternemann opuścił miasto w 1759 wraz z pruskim garnizonem. Od 15 marca 1760 funkcję burmistrza pełnił Joseph Matthäus von Lippa na Radoszowach. 11 maja 1762 kiedy Austriacy opuścili miasto burmistrzem został ponownie Sternemann. Stanowisko to piastował do 1769, a jego następcą został Christoph Samuel Rückert.